# Chiang Hsiao-wen
Chiang Hsiao-wen (chinês: 蔣孝文; também conhecido como Alan Chiang; dezembro de 1935 - 14 de abril de 1989) foi o filho mais velho de Chiang Ching-kuo, o Presidente da República da China em Taiwan entre 1978 e 1988. Sua mãe é Faina Ipatyevna Vakhreva, também conhecida como Chiang Fang-liang. Teve uma irmã mais nova, Hsiao-chang, e dois irmãos mais novos, Hsiao-wu e Hsiao-yung. Também teve dois meio-irmãos, Winston Chang e John Chiang, com quem compartilhou o mesmo pai.
Nascido em dezembro de 1935 na União Soviética, quando o pai trabalhava em uma fábrica metalúrgica nos Urais; em 1937, juntamente com seus pais e irmã, retornaria para a China. Chiang Hsiao-wen, foi presidente da empresa estatal Taiwan Power Company durante dois anos antes de servir brevemente como vice-presidente de uma empresa petroquímica dirigida pelo Kuomintang. Demitiu-se em 1970 devido a problemas de saúde, a partir de então, passou para obscuridade. 
Faleceu em 14 de abril de 1989 em decorrência de câncer na garganta.